# Droga wojewódzka 977
Die Droga wojewódzka 977 (DW 977) ist eine 86 Kilometer lange Droga wojewódzka (Woiwodschaftsstraße) in der polnischen Woiwodschaft Kleinpolen, die Tarnów mit dem Grenzübergang zur Slowakei verbindet. Die Strecke liegt in der kreisfreien Stadt Tarnów, im Powiat Tarnowski und im Powiat Gorlicki.

## Streckenverlauf
Woiwodschaft Kleinpolen, Kreisfreie Stadt Tarnów
-  Tarnów (Tarnow) (A 4, DK 73, DK 94, DW 973)

Woiwodschaft Kleinpolen, Powiat Tarnowski
- Tarnowiec
- Nowodworze
- Poręba Radlna
- Zabłędza
- Tuchów
- Dąbrówka Tuchowska
- Siedliska
- Chojnik
-  Gromnik (DW 980)
- Bogonowice
- Ciężkowice
-  Zborowice (DW 981)

Woiwodschaft Kleinpolen, Powiat Gorlicki
- Sędziszowa
- Siedliska
- Górki
- Łużna
-  Moszczenica (DW 979)
- Stróżówka
-  Gorlice (Görlitz) (DK 28, DW 979, DW 993)
- Siary
- Sękowa
- Ropica Górna
- Małastów
- Gładyszów
- Zdynia
- Konieczna
-  Grenzübergang ( Slowakei)